# Heinrich Baumann (NS-Opfer)
Leonhard Heinrich Baumann (* 6. Juni 1883 in Marktlustenau; † 23. Februar 1945 im KZ Dachau) war ein Mitglied des Stuttgarter Gemeinderats. Er wurde nach dem Attentat vom 20. Juli 1944 auf Adolf Hitler als Verdächtiger verhaftet und kam im KZ Dachau um.

## Leben
Heinrich Baumann war ein Sohn des Landwirts Jacob Baumann und dessen Ehefrau Anna Magdalena, geb. Kögler. Kurz vor dem Ersten Weltkrieg zog er nach Stuttgart, wo er zunächst in der Aspergstraße 37 wohnte und dann in die Champignystraße 25 umzog. Zu diesem Zeitpunkt wurde sein Beruf im Adressbuch als Güterbodenarbeiter benannt. Vor seiner Zeit in Stuttgart hatte Heinrich Baumann offenbar in Thüringen gelebt, denn sein Sohn Willi Otto aus erster Ehe wurde 1908 in Saalfeld geboren. 1928 wurde ein weiterer Sohn geboren, der nach Heinrich Baumann genannt wurde. Die Mutter war Margarethe Frida Späth, die aus Ehingen stammte. 1929 heirateten Margarethe Frida Späth und Heinrich Baumann. 
1928 kandidierte Heinrich Baumann bei der Gemeinderatswahl für die KPD, konnte mit 30.208 Stimmen jedoch keinen Sitz im Gemeinderat erringen. Im Juli 1932 rückte er jedoch nach, nachdem Maria Walter in den Landtag gewählt worden war. Wenige Monate später wurde nach der Machtübernahme der Nationalsozialisten die KPD zerschlagen. In der Nacht zum 11. März 1933 wurden in Stuttgart etwa 200 Kommunisten verhaftet. Sie wurden zunächst in der Reithalle gesammelt und dann über Ulm in ein neues „Schutzhaftlager“, das KZ Heuberg, gebracht. Unter den Verhafteten war auch Heinrich Baumann, dessen „Dienstaustritt“ aus dem Stuttgarter Gemeinderat wenige Tage später vermerkt wurde. Baumann, der seit dem 18. Februar 1933 auch Vorsitzender des Waldheim-Vereins war, versuchte aus der Haft heraus seine Aufgaben in dieser Funktion weiter wahrzunehmen. Seine Bemühungen waren vergeblich; am 13. März 1933 erfolgte die Auflösung des Vereins. 
Anlässlich der Beerdigung seiner Mutter am 25. Juli 1933 wurde Baumann mit der Auflage aus dem KZ entlassen, sich täglich bei der Polizei zu melden. Seine Arbeitsstelle bei Maur hatte er jedoch durch die Verhaftung verloren. Die finanzielle Lage der Familie war prekär, da sie von Baumanns Erwerbslosenunterstützung bzw. kurzfristigen Beschäftigungen als Notstandsarbeiter leben musste. Schließlich fand er einen Arbeitsplatz als Lagerverwalter bei der Firma Schenker, bei der er bis zu seiner Verhaftung 1944 beschäftigt war. Nach dem Anschlag vom 20. Juli 1944 wurde Baumann als Verdächtiger verhaftet und kam ins KZ Dachau. Er wurde als Schutzhäftling Nr. 93038 festgehalten, obwohl ihm keine Beteiligung an dem Attentat nachgewiesen werden konnte. Angeblich starb er an den Folgen einer Rippenfellentzündung.

## Gedenken

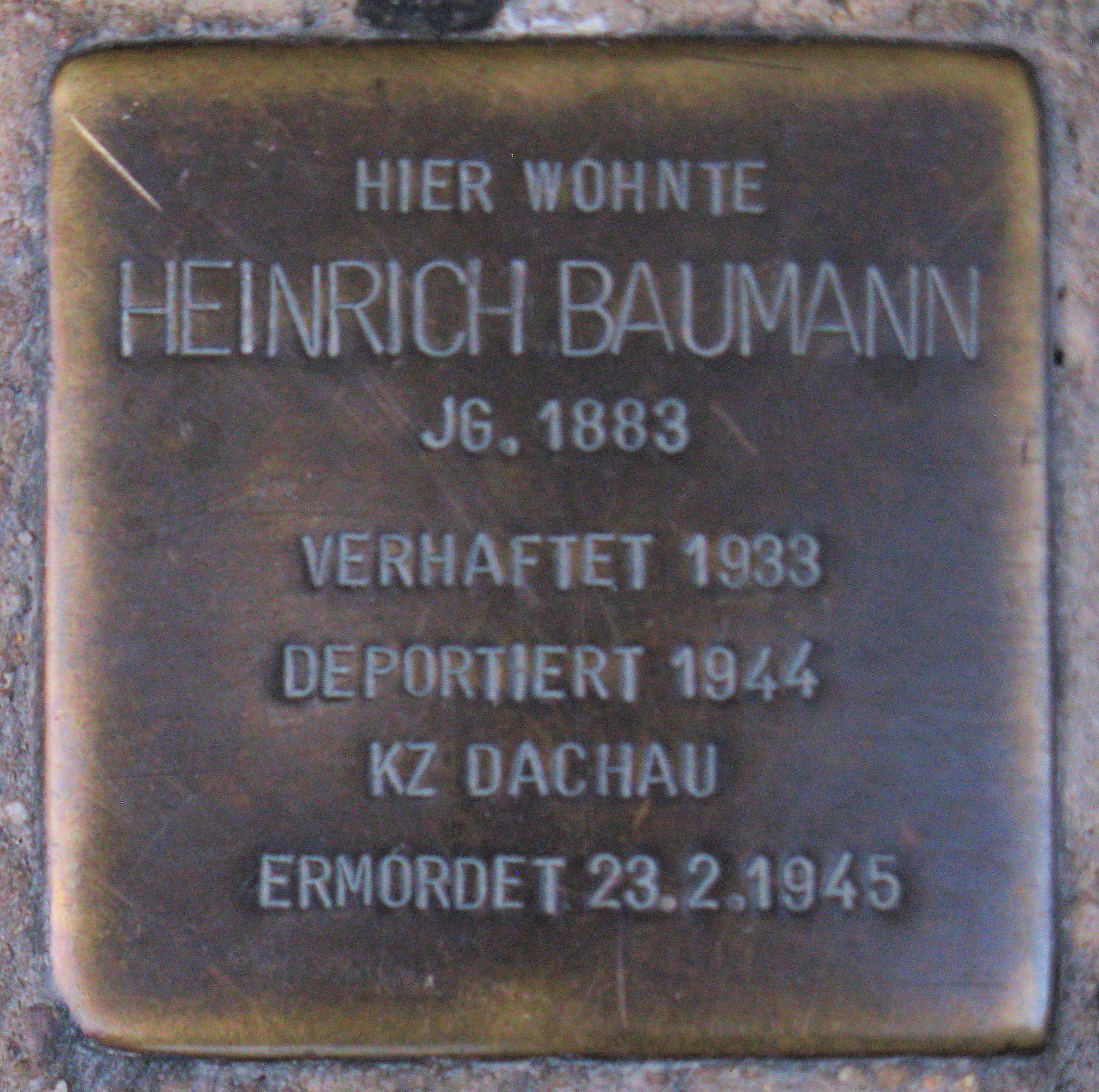
Stolperstein Stuttgart, Heinrich-Baumann-Straße 25

1946 wurde die Champignystraße in Heinrich-Baumann-Straße umbenannt. Am 29. Januar 1952 wurde ein Antrag auf Rückbenennung gestellt. Dieser wurde nicht etwa abgelehnt, weil man die Erinnerung an Heinrich Baumann wachhalten wollte, sondern weil eine Verständigung mit Frankreich über die Wiederbewaffnung der Bundesrepublik Deutschland durch die erneute Bezeichnung der Straße als Champignystraße erschwert worden wäre. 1956 sollte die Straße erneut umbenannt werden. Diesmal wurde der Name „Moselstraße“ vorgeschlagen, der nicht mehr an die Schlacht bei Villiers-Champigny erinnert hätte. Auch diesmal wurde dem Antrag nicht stattgegeben. Doch erst 32 Jahre später wurden die Straßenschilder mit einem Hinweis auf das Leben Baumanns versehen, weil ein Anwohner insistiert hatte.
Vor dem Haus Heinrich-Baumann-Straße 25 wurde ein Stolperstein zur Erinnerung an Heinrich Baumann verlegt.
Im Heinrich-Baumann-Saal im Waldheim Sillenbuch hängt ein Porträt Baumanns.